# باول تيري (مخرج)
باول تيري (بالإنجليزية: Paul Terry)‏ هو فنان قصص مصورة ومنتج أفلام ومصور ورسام رسوم متحركة وكاتب سيناريو ومخرج أمريكي، ولد في 19 فبراير 1887 في سان ماتيو في الولايات المتحدة، وتوفي في 25 أكتوبر 1971 في نيويورك في الولايات المتحدة بسبب مرض.

## وصلات خارجية
- باول تيري على موقع IMDb (الإنجليزية)
- باول تيري على موقع أول موفي (الإنجليزية)
- باول تيري على موقع قاعدة بيانات الأفلام السويدية (السويدية)
- باول تيري على موقع قاعدة بيانات الفيلم (الإنجليزية)
- باول تيري على موقع كينوبويسك (الروسية)